# Küste Oregons

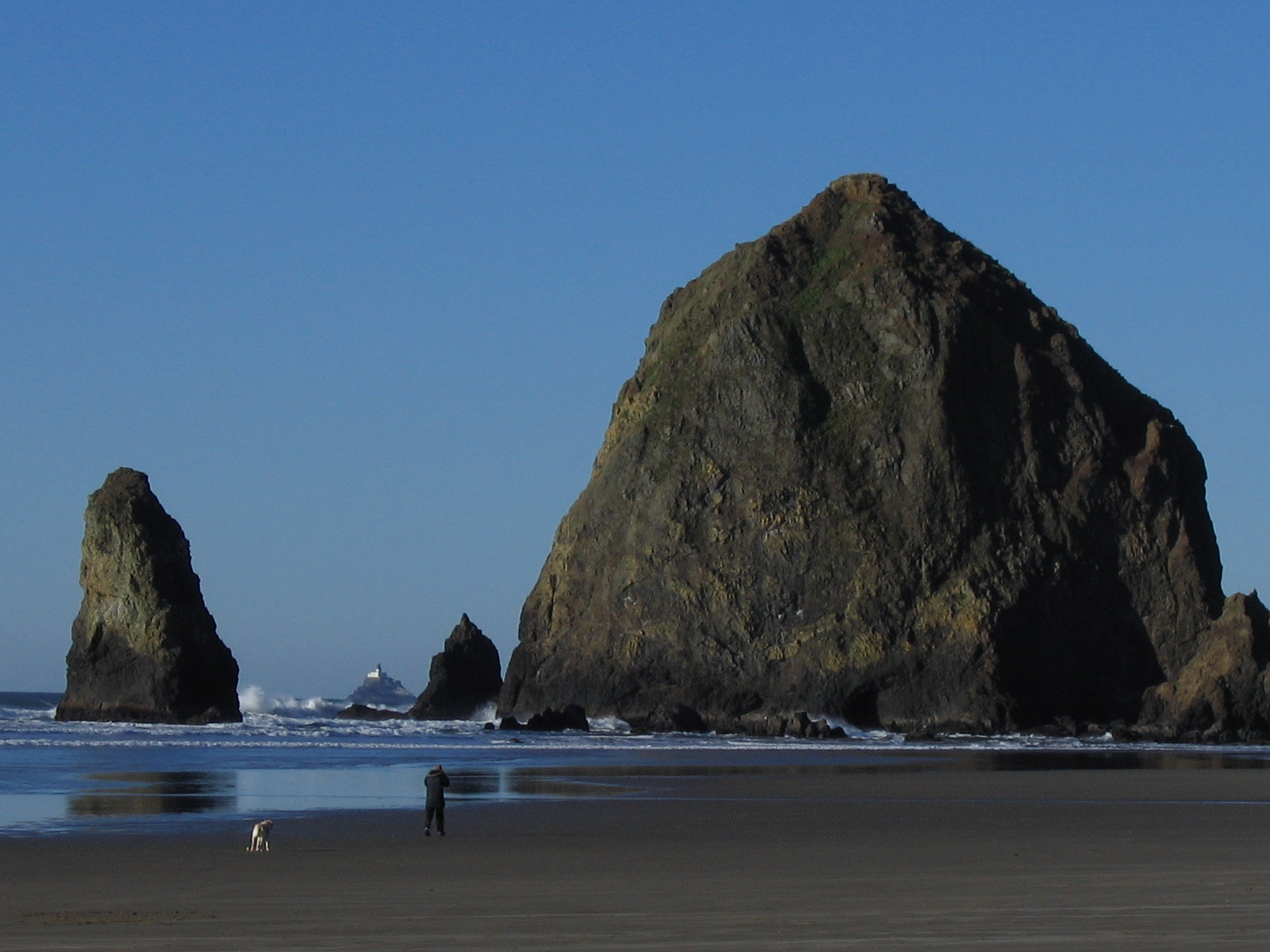
„Heuhaufen-Felsen“ bei Cannon Beach

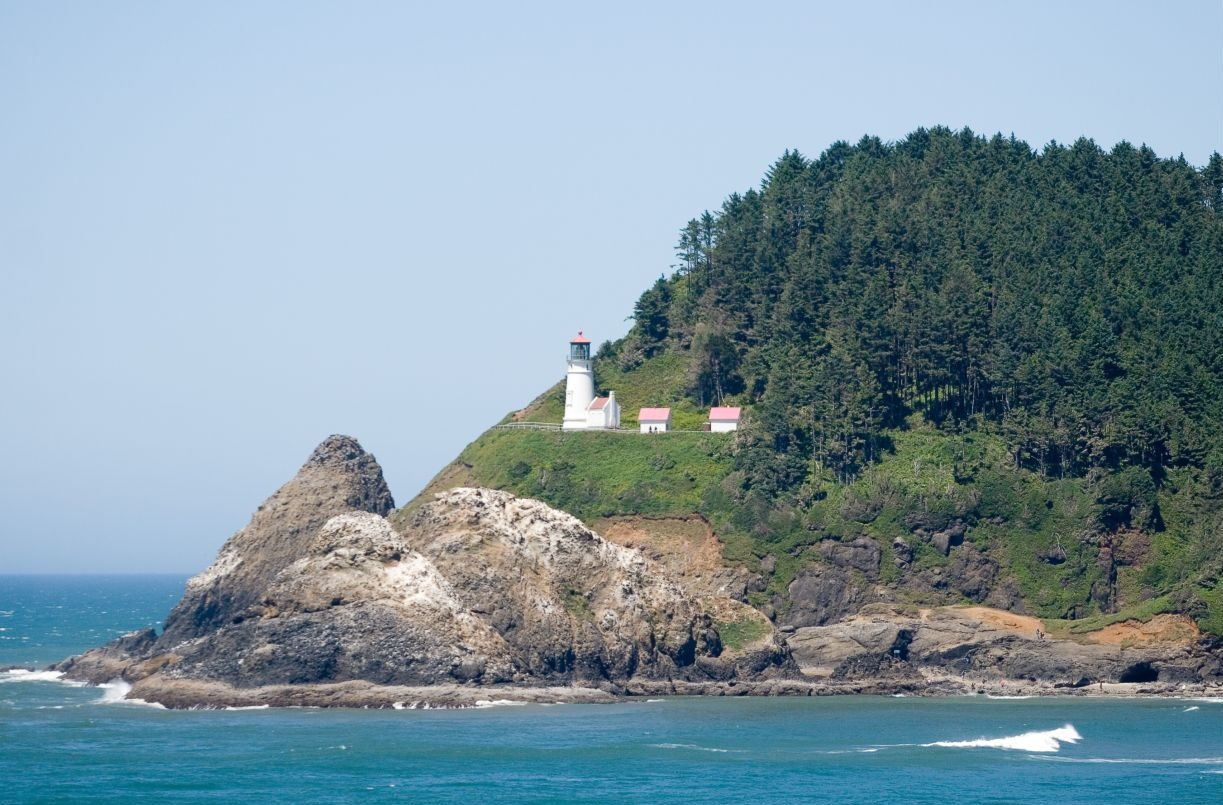
Der Leuchtturm Heceta Head nahe Florence

Küstenabschnitt zwischen Depoe Bay und Newport

Küste des Ortes Depoe Bay

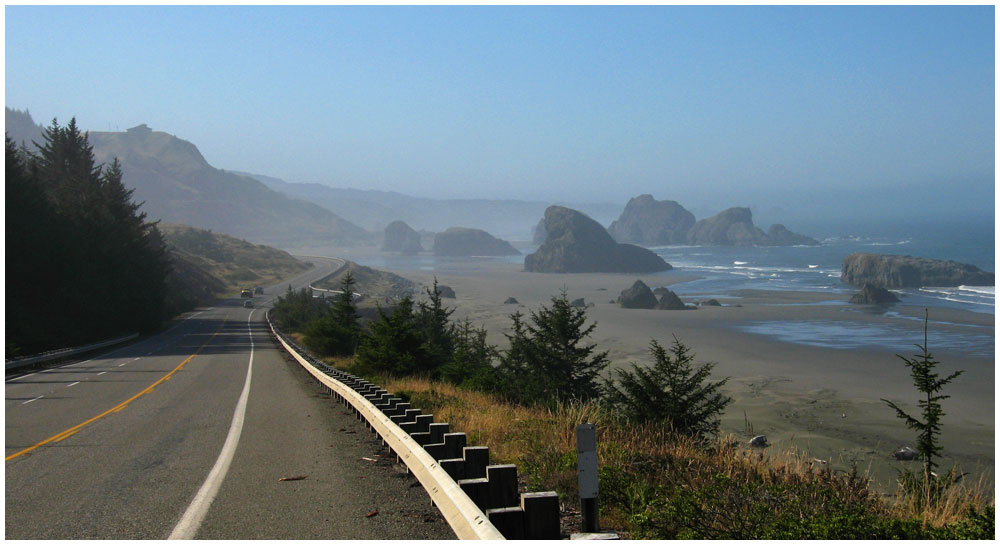
Hunter’s Cove nördlich vom Cape Sebastian

Die Küste Oregons (engl. Oregon Coast) ist der geographische Begriff für die Küste des US-Bundesstaates Oregon am Pazifischen Ozean (Pazifikküste). Seit der Einführung der Oregon Beach Bill 1967 ist jeglicher Zugang für die Öffentlichkeit zu ermöglichen.
Der größte Teil der Landstraße Nr. 101 (Highway 101) führt entlang der Küste.

## Geographie
Die Küstenabschnitte gliedern sich traditionell in drei Teile:
- Nordküste (The North Coast) vom Columbia River bis Neskowin
- Zentralküste (The Central Coast) von Lincoln City bis Florence
- Südküste (The South Coast) von Reedsport bis zur kalifornischen Grenze.

### Nordteil
Teilweise wird die Bezeichnung Oregon Coast auch nur für den Nordteil des Küstenabschnittes verwendet, besonders für die Orte um Seaside. Im letztgenannten Begriffsverständnis werden u. a. folgende Orte an der Küste Oregons (Nord nach Süd) genannt:
- Cannon Beach
- Garibaldi
- Tillamook
- Lincoln City
- Depoe Bay
- Newport
- Waldport
- Florence (1970 fand hier eine große  Walexplosion statt).
- Coos Bay, mit ca. 16.000 Einwohnern der größte Ort an der Küste.

Verkehrshäfen existieren aufgrund der fehlenden Wassertiefe dort nicht, jedoch gibt es vereinzelt Marinas. Besonders zwischen Depoe Bay und Newport ist der Höhenunterschied zwischen der auf den Klippen entlangführenden Straße und dem Meer sehr groß. Je näher man der Stadt Florence kommt, desto weniger beträgt der Höhenunterschied. Kurz vor der Stadt Florence von Norden kommend verlässt die Straße den Pazifik und verläuft nun mehr in einem Waldstück. Hier sind schon Tendenzen zu erkennen, dass die Höhenunterschiede nicht mehr so immens sind und die Klippen langsam in Dünen übergehen. Durch die Abgelegenheit von Ballungsgebieten (mindestens 100 km) sind die Orte eher rustikal und bilden eine Mischung aus Fischerdorf, Touristenort und Künstlerkolonien. Die Strände bestehen aus Sand. Zwischen Coos Bay und Florence erstrecken sich die Oregon Dunes, ein 50 Kilometer langes Dünengebiet, dessen höchste Erhebungen 150 Meter messen.
Eine Besonderheit ist die Walbeobachtung im Herbst und Frühjahr aus Stelzenhäusern oder von vorgelagerten Halbinseln wie Yaquina Head. Vom Leuchtturm Yaquina Head Lighthouse hat man einen guten Überblick über den Küstenstreifen. Die Küste ist eine der beliebtesten Ziele für Tages- oder Wochenendausflüge im Sommer. Besonders Amerikaner der westlichen Bundesstaaten sind hier als Urlauber vorzufinden.

### Südteil
Der Südteil ist felsig und strandlos. Im Süden befindet sich ein Seelöwen-Felsen (Seal Rock State Wayside). Dort kann man wildlebende Seelöwen und Gezeiten-Fontänen beobachten.
Typisch für die Küste Oregons sind die heuhaufenähnlichen pittoresken Einzelfelsen (Haystacks), die aus dem Meer herausragen.
Aufgrund der Lage am Pazifischen Ozean ist diese Küste von Tsunamis gefährdet.